# Pseudarchaster diversigranulatus
Pseudarchaster diversigranulatus är en sjöstjärneart som beskrevs av Macan 1938. Pseudarchaster diversigranulatus ingår i släktet Pseudarchaster och familjen Pseudarchasteridae. Inga underarter finns listade i Catalogue of Life.